# Тесінге
Тесінге (нід. Thesinge) — село в нідерландській провінції Гронінген. Входить до муніципалітету Гронінген.
Його площа становить 10,13км², а населення станом на 2021 рік складало 550 осіб.
Перша згадка про населений пункт датується 786-им роком.

## Галерея

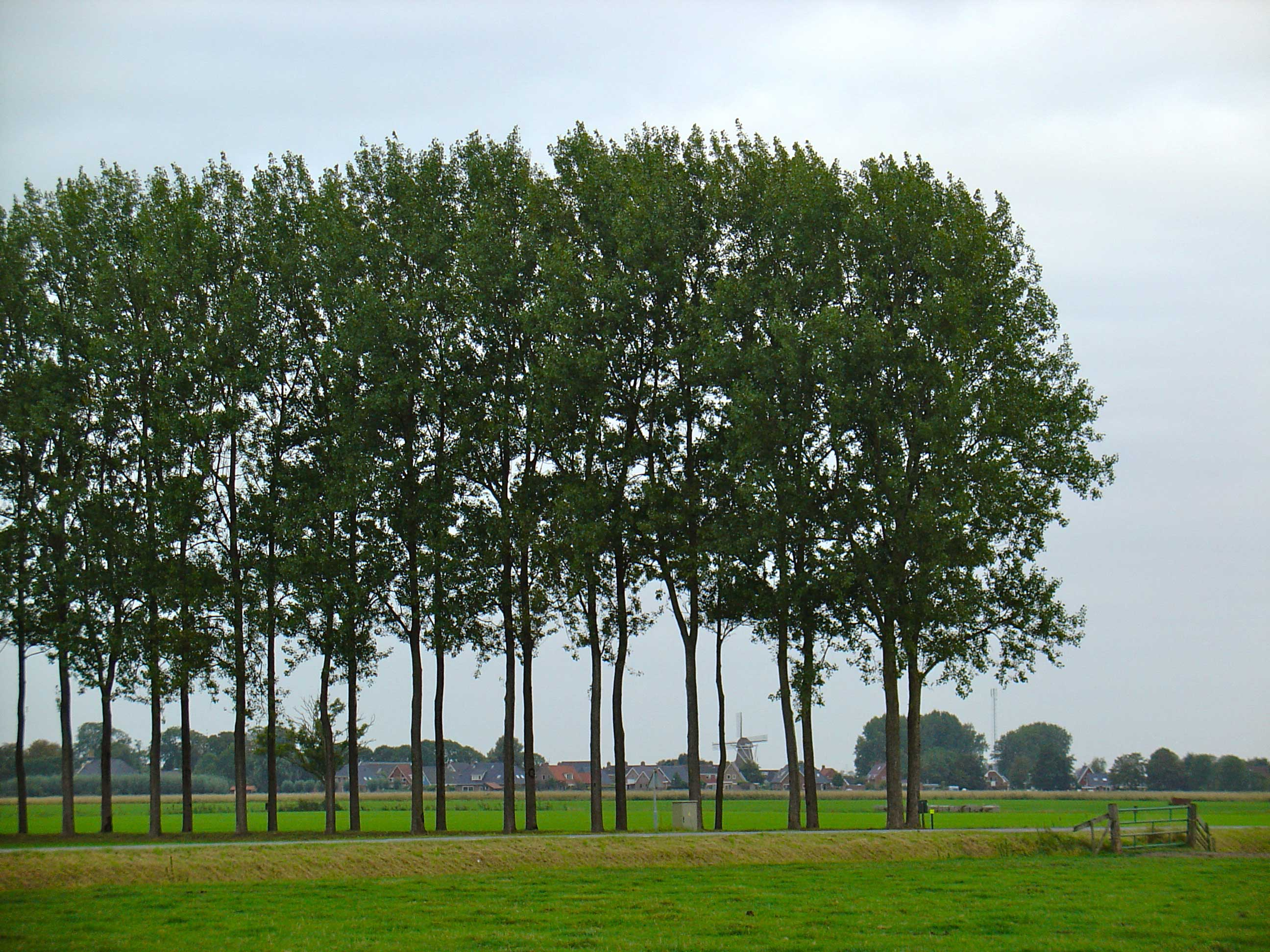
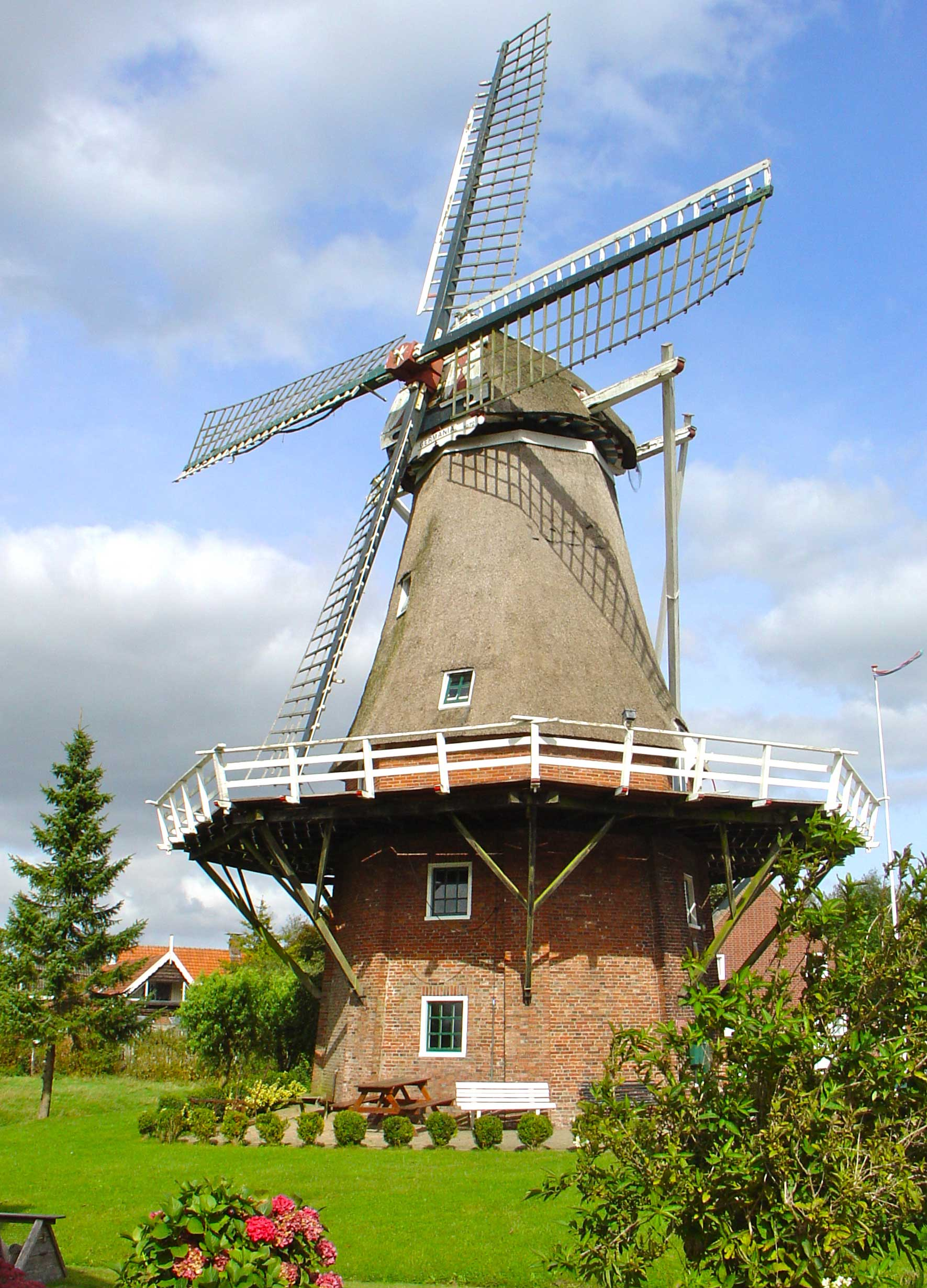
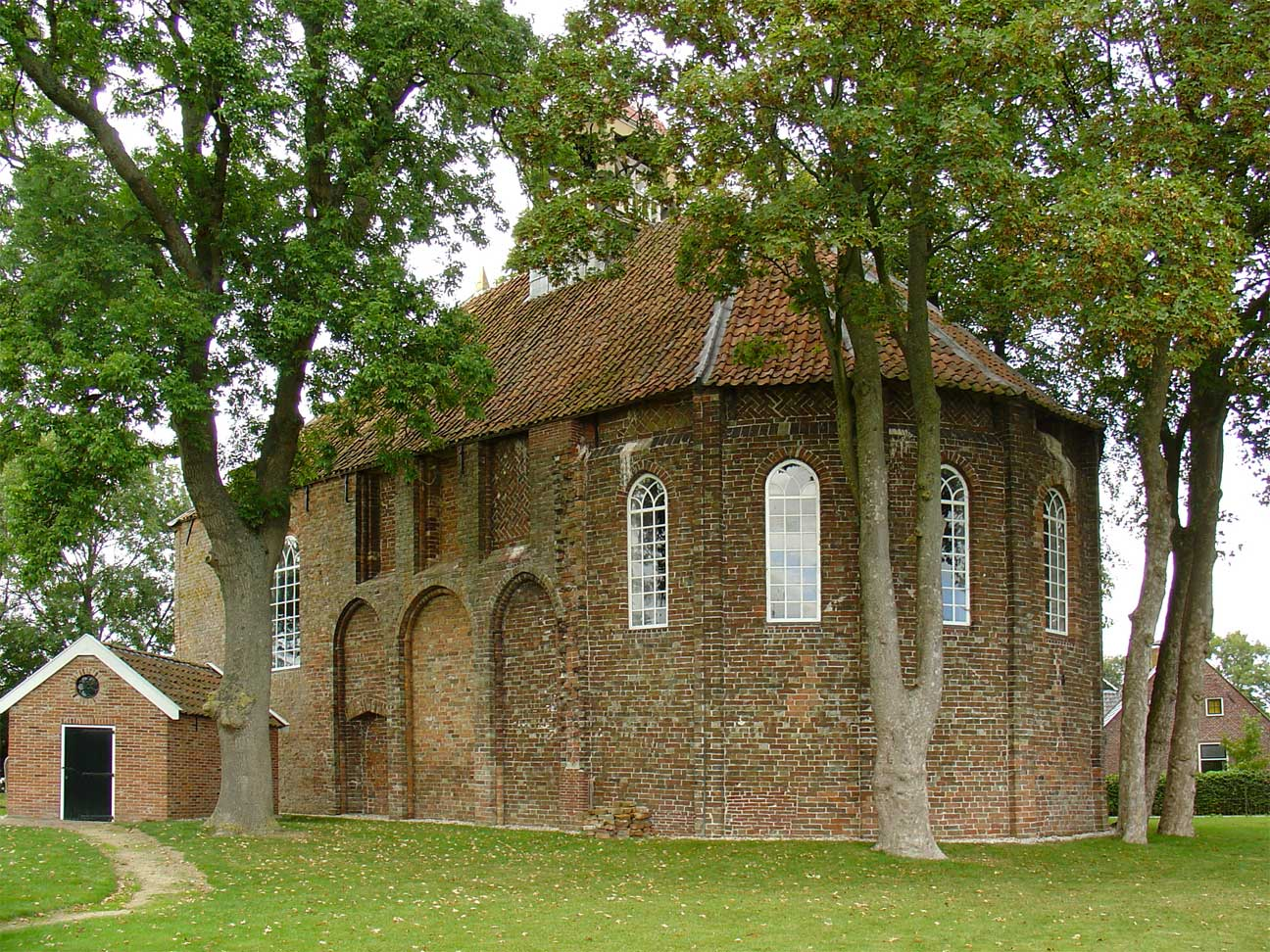
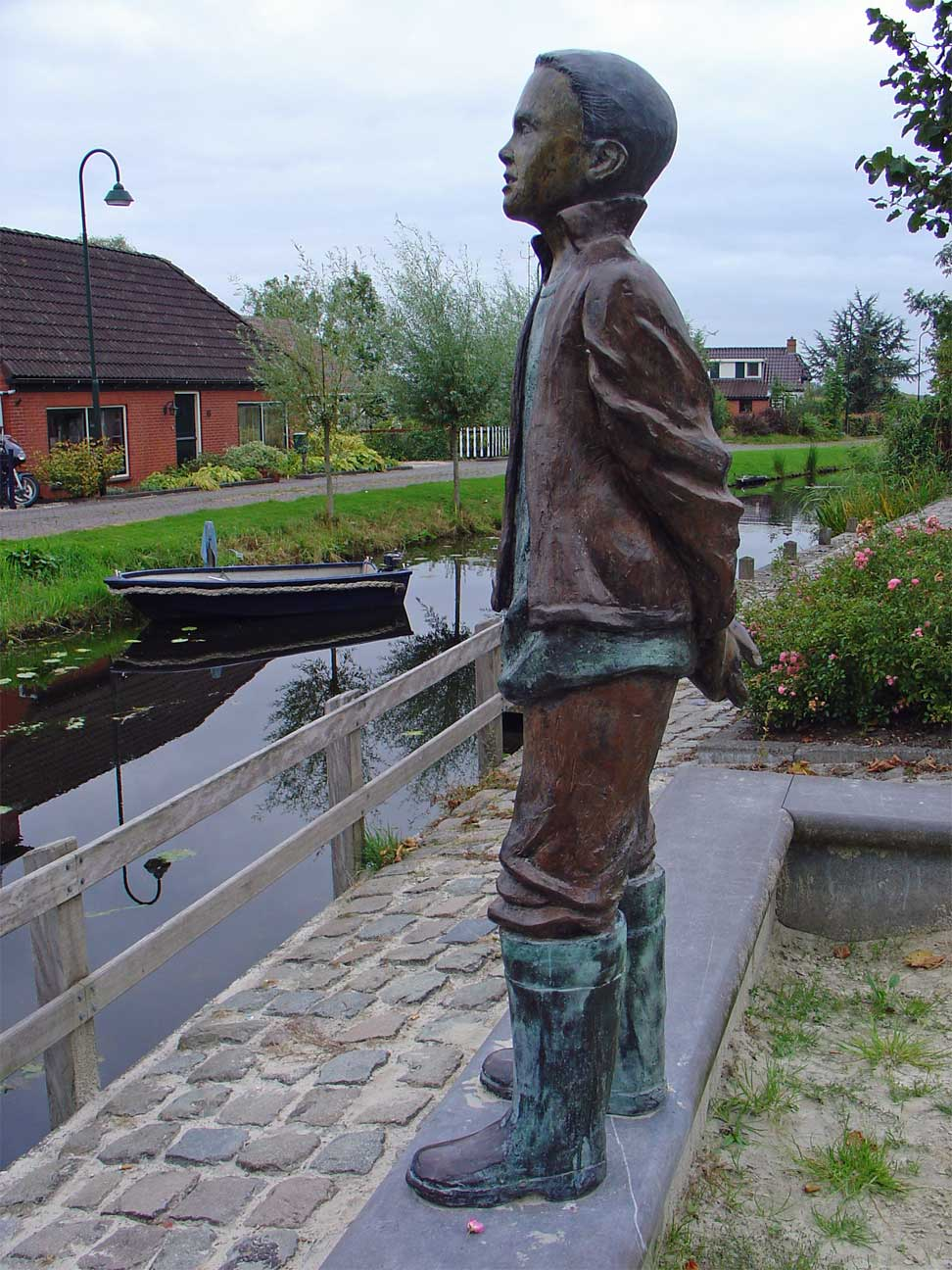